# Rechtsstad

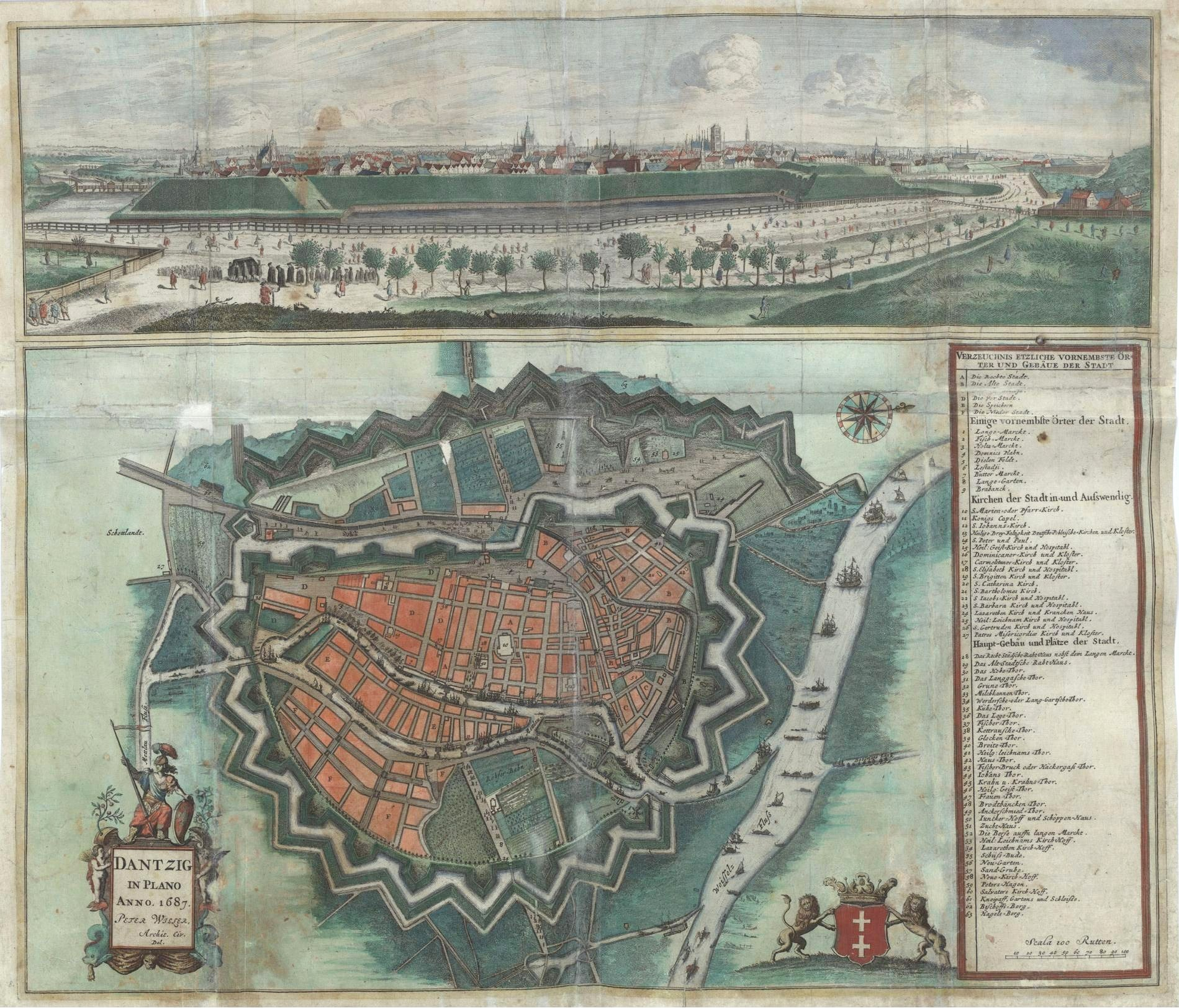
Ansichtkaart uit 1687

Rechtsstad (Pools Główne Miasto, Duits: Rechtstadt) is een stadsdeel van de Poolse stad Gdańsk, voorheen Danzig. 
De stad die sinds 1225 stadsrechten kreeg volgens Lübecks recht, is het historisch belangrijkste stadsdeel van Gdańsk. Hier hadden de Hanze-kooplieden zelfbestuur tot de stad in 1308 door de Duitse Orde geannexeerd werd. 
De betekenis rechtsstad wordt vaak fout geïnterpreteerd en heeft niets te maken met de ligging van de stad. Ten noorden van de Rechtsstad ligt de Oude Stad, die op de ruïnes van een oude nederzetting gebouwd werd, en ondanks de naam jonger is als de Rechtsstad en pas in 1370 stadsrechten kreeg. Net zoals in Thorn, Elbing, Koningsbergen etc. bestonden zo twee steden afgesloten door stadsmuren of loopgraven direct naast elkaar met elk een aparte administratie en een verschillend rechtssysteem. 
Ten zuiden van Rechtsstad ligt de voorstad en in het oosten het een eiland.
Enkele bezienswaardigheden zijn o.a. de Gouden Poort, de Groene Poort, de Langstraat, de Lange Markt, het Artushof, de Kraanpoort en het Rechtstadsraadhuis.